# Aprionus heothinos
Aprionus heothinos är en tvåvingeart som beskrevs av Jaschhof 2009. Aprionus heothinos ingår i släktet Aprionus, och familjen gallmyggor. Arten har ej påträffats i Sverige.